# Флаг Доброполья
Городской флаг Доброполья — официальный символ города Доброполье Донецкой области. Утверждён 5 июля 2000 года решением №23/17-15 сессии городского совета.
Автор — О.Киричок.

## Описание
Прямоугольное полотнище с соотношением сторон 2:3 состоит из двух горизонтальных полос голубого и зелёного цветов (1:4). От нижнего края полотнища отходит чёрный треугольник в половину ширины флага, поверх которого белая волнообразная полоса (1/16 ширины флага).